# 公議政体論
公議政体論（こうぎせいたいろん）は、幕末から明治初期にかけて、議会制度を導入して合意（「公議輿論（こうぎよろん）」）を形成することによって日本国家の意思形成及び統一を図ろうとする政治思想。佐幕派にとっては江戸幕府再生の構想として、倒幕派にとっては明治維新後の政治の理想像の1つとして唱えられた。

## 概説
黒船来航時に開国の是非を巡って、老中阿部正弘が諸侯から民衆にまで広く方策を求めたことに公議輿論・公議政体の源流を求める考えもあるが、当時の「公議」とは江戸幕府を、「輿論」とは藩及び諸侯（藩主）を指し、当初は諸藩主の意見を幕政に反映させるという程度の意味でしかなかった。公議輿論及び公議政体の具体的な像が描き出されるのは、西洋の思想が徐々に日本に流入するようになった1860年代以後である。阿部の死後、井伊直弼による旧来の親藩・譜代大名による幕権強化論が桜田門外の変で崩壊し、以後公武合体論・諸侯会議論などの江戸幕府の権威回復策が出されるが、外圧と尊王攘夷運動の高揚、社会不安によって、江戸幕府の衰退と幕藩体制の危機は深まる一方であった。
このような中で現状の幕府のあり方を変えるために西洋の議会制度を日本に取り入れて幕府あるいは日本国家の改革を行う必要があるとする提言が出されるようになった。山内容堂・松平慶永・徳川慶勝と言った諸侯や西周・加藤弘之・津田真道・大給乗謨と言った幕府関係者だけではなく、江戸幕府と薩長などの雄藩との軍事対立を避ける立場から横井小楠・赤松小三郎・坂本龍馬などの幕府外の人物からも主張された。ただし、その考え方には温度差があり、諸侯の公議政体論は諸侯会議論を継承して幕府の存続あるいは廃止するとしても徳川将軍家を事実上の元首としてその元に諸侯会議を作るものである。これに対して幕府官吏その他の公議政体論は公家・諸侯による上院と庶民を含めた下院を組織して徳川将軍家も上院の主要な一員として政治に参画するものであった（勿論、論者によって議会の組織や江戸幕府・徳川将軍家のあり方などに差異がある）。
慶応の改革を通じた幕権強化論を志向していた将軍徳川慶喜が大政奉還を決意した背景には公議政体論によって江戸幕府に代わる諸侯会議を招集し、徳川将軍家も諸侯として会議に参加して国家改革の主導権を執る事を狙ったとされ、これを平和的な政治権力の再編成を願う山内容堂・松平慶永ら諸侯が支持していた。だが、大政奉還後、徳川将軍家の新政府参加を求める諸侯側と武力による倒幕を図る薩長勢力の駆け引きが王政復古の大号令・小御所会議によって繰り広げられた。だが、最終的に薩長勢力と旧幕府軍による戊辰戦争が引き起こされ、佐幕派・公議派諸侯らの公議政体論は崩壊することになる。
戊辰戦争で勝利して明治政府を樹立した薩長勢力も、旧幕府勢力を倒したものの、実際には新政府が擁した朝廷に「恭順」した諸藩の協力を得ての勝利であり、彼らの支持を維持しなければ政権の存続は不可能であった。このため、自己の政策の正当性を「公議輿論」に求めることになった。五箇条の御誓文の最初に「広ク会議ヲ興シ万機公論ニ決スヘシ」として公論（公議輿論）を全面に押し出している。以後、この路線は政体書の編纂やこれに基づく議政官の設置、公議所・集議院などの開催、官吏の公選などや諸藩の藩政改革につながってゆく。だが、それは一方で政府が政策実現のために公議を手段として輿論を指導・従属させようとする考えと反対に輿論を集約して公議を形成して政府に政策実現を求めていくとする考えが並立するようになり、やがて明治政府内の不協和音の一因となる。
だが、廃藩置県によって藩が廃止されて中央集権が進むと、次第に公議輿論は形骸化し始め、特に明治六年政変（征韓論政変）後において大久保利通を中心とする有司専制が行われるようになると、公議輿論は名ばかりとなった。これに対して木戸孝允は中央集権と公議輿論は矛盾しないとする見地から立憲政体の詔書を作成して立憲政治の確立を通じた両立を目指し、板垣退助は征韓論争によって下野した仲間たちを集めて、公議輿論を反映し、議会制度導入をするために民撰議院設立建白書を左院に提出し自由民権運動を首導した。こうした動きが、後の大日本帝国憲法制定と続く帝国議会開設に繋がった。